# Colpevole (Marco Masini)
Colpevole è un singolo del cantautore italiano Marco Masini, pubblicato il 9 febbraio 2012 come terzo estratto dall'album Niente d'importante.

## Descrizione
Il brano ha come tema fine di un amore, che viene espletato in metafora con la scena di un delitto.

## Tracce
Testi di Marco Masini e Antonio Iammarino, musiche di Marco Masini, Antonio Iammarino e Cesare Chiodo.
1. Colpevole – 3:34